# Combate naval de Caldera
El ataque al Blanco Encalada o Combate Naval de Caldera fue una acción naval que tuvo lugar en Chile como parte de la guerra civil de 1891, en que las fuerzas gubernamentales armadas de dos cazatorpederas hundieron al blindado Blanco Encalada en el puerto de Caldera.

## Combate
De los buques que se construían en Francia, Balmaceda solo pudo recibir las torpederas Almirante Lynch y Almirante Condell, sin embargo, el poderío marítimo de la junta de Iquique no disminuyó por esta pérdida, pues conservaba los blindados. Pero las torpederas balmacedistas atacaron por sorpresa la madrugada del 23 de abril sobre el puerto de Caldera, lanzando sus torpedos sobre el Blanco Encalada, hundiéndolo. En el buque se encontraban Ramón Barros Luco y Enrique Valdés Vergara , miembro y secretario de la Junta de Iquique respectivamente. El segundo murió junto a 11 oficiales y 171 tripulantes y civiles muertos, aparte de la pérdida de armamento, municiones y vituallas para las tropas que se encontraban en tierra. Valdés fue remplazado por su hermano Ismael como Secretario General de la Escuadra, el 15 de mayo de 1891.
Cuenta la leyenda que Barros Luco se salvó asido de la cola de una vaca, que era parte del ganado en pie que se acostumbraba a llevar a bordo, porque no sabía nadar, aunque él siempre desmintió esta anécdota, que le irritaba en grado sumo.

## Restos del Blanco y su tripulación
Los restos de la fragata blindada Blanco Encalada se encuentran a 18 m de profundidad en medio de la bahía de Caldera. En 1957 los restos fueron dinamitados para facilitar la construcción de un puerto mecanizado. 
En el Cementerio Laico de Caldera, el primero de su clase en el Chile, se encuentra un monumento y las tumbas de los marinos que perecieron a bordo del Blanco.

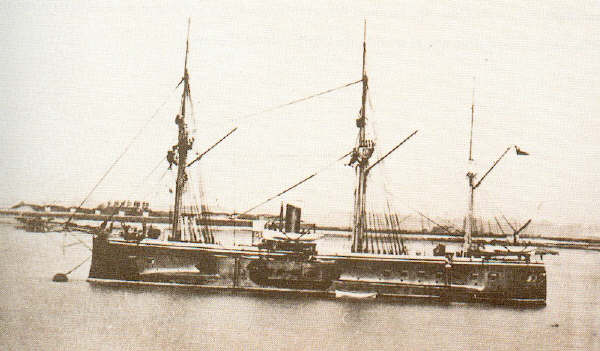
Fragata blindada Blanco Encalada.
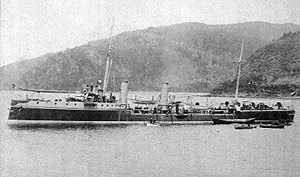
Torpedera Almirante Lynch.